# Simons (magasin)
Pour les articles homonymes, voir simons.
 (novembre 2020).
La Maison Simons, communément désigné Simons, est une entreprise québécoise de vêtements et d'articles de décoration pour la maison.

## Histoire

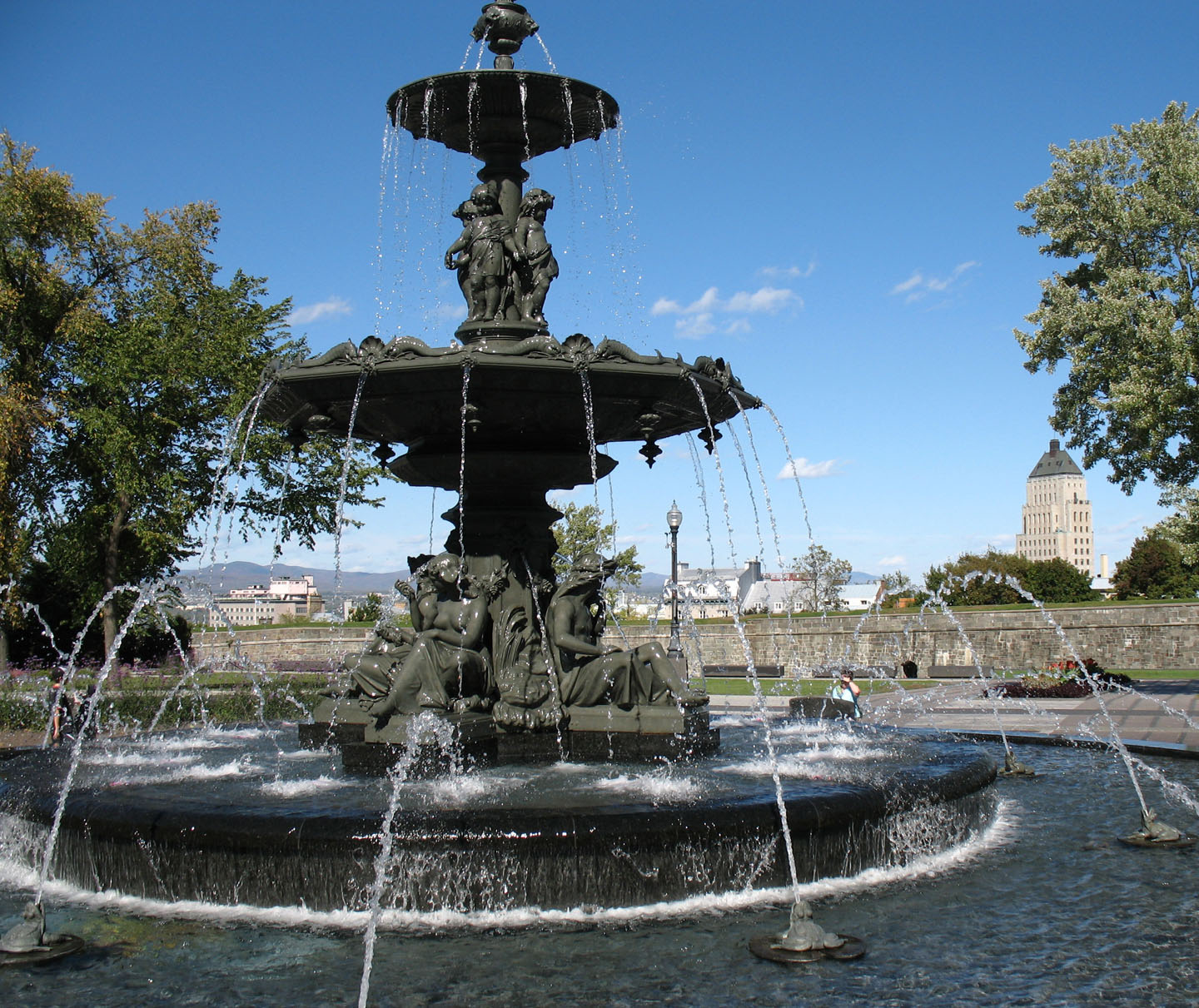
Fontaine de Tourny à Québec, don de la Maison Simons pour les 400 ans de la ville.

Fondée en 1840 par John Simons, fils d'immigrant écossais près de la Porte Saint-Jean à Québec. Son père Peter arriva au Canada en 1812.
À l'époque, l'entreprise vendait des marchandises sèches provenant d'Europe. En 1870, le magasin déménage sur la côte de la Fabrique, où il est toujours. Le siège social s'y trouve aussi. Les années 1950 vont amener la transformation du magasin en centre de mode, tandis que les années 1960 verront naître les trois premières marques de commerce de La Maison Simons : Twik, Le 31 et la Contemporaine.[citation nécessaire]
À partir de 1999, La Maison Simons ouvre de nouveaux magasins en dehors de la Ville de Québec, et a maintenant des magasins à Sherbrooke, Montréal, St-Bruno, Laval, Halifax, Ottawa, Pointe-Claire, Gatineau, Toronto, Edmonton, Calgary, Vancouver, ainsi que les trois boutiques originales de la Ville de Québec.[citation nécessaire]
Le 28 octobre 2004, Peter Simons, président-directeur général de la compagnie a annoncé le don d'une fontaine de Tourny à la population de Québec totalisant quatre millions de dollars. Cette fontaine est inaugurée le 3 juillet 2007, jour du 399e anniversaire de la Ville, en vue du 400e anniversaire de Québec, au centre du carrefour giratoire de l'avenue Honoré-Mercier, face à l'Hôtel du Parlement.[citation nécessaire]
En automne 2018, La Maison Simons a instauré le marché en ligne Fabrique 1840 qui offre de manière exclusive des produits d'artisans canadiens. Dans la même année, pour obtenir un gain de productivité, l’entreprise a débuté la construction d’un centre de distribution à Québec. La mise en activité du centre, dotée de hautes technologies, s’est faite officiellement en 2020. Le coût final du centre de distribution s’élève à 200 millions de dollars.
En 2019, La Maison Simons lance le programme Vision qui met de l'avant le développement durable dans la fabrication de ses produits.
En automne 2019, La Maison Simons a réservé un espace dans plusieurs de ses magasins pour des vêtements d'occasion de différentes marques afin de répondre au goût pour le vintage et à la conscience écologique de sa clientèle Twik.
Afin de suivre la demande croissante des achats en ligne, l'entreprise a investi une somme de 215 millions de dollars dans un nouveau centre de distribution robotisé en 2019. Situé à Québec, ce centre est devenu complètement fonctionnel au printemps 2021.
En 2021, La Maison Simons fête ses 181 années d'activités et figure désormais comme la plus vieille entreprise familiale privée au Canada.
Le 15 mars 2022, Simons annonce que Bernard Leblanc est le nouveau président et chef de la direction. C'est la première fois, après cinq générations, que l’entreprise n'est pas dirigée par un membre de la famille. Afin de veiller sur les valeurs de la Maison Simons, l'ancien p.-d.g. et successeur, Richard Simons, garde un poste clé dans le conseil consultatif de l'organisation.
Le 21 mars 2024, La Maison Simons ouvre une nouvelle succursale à Halifax. D'une grandeur de 5 200 mètres carrés, la boutique a été construite et aménagée avec près de 20 millions de dollars de budget.

## Marques de commerce
La Maison Simons compte aujourd'hui dix espaces et marques de commerce :
- Twik, en hommage à Twiggy, vise les adolescentes et les jeunes femmes,
- La Contemporaine pour les femmes de 30 à 65 ans,
- Icône pour les jeunes femmes de carrière,
- iFiv5 offre des vêtements sport pour femmes et pour hommes,
- Miiyu regroupe la lingerie féminine,
- Simons Maison regroupe le linge et les articles pour la maison,
- Le 31 est la marque de mode masculine
- Djab vise les jeunes hommes et adolescents,
- Rituels offre une sélection de soins corporels masculins,
- Édito rassemble les créateurs internationaux, marques de luxe et designers émergents.

La feuille verte apparaissant à côté du nom Simons représente le cycle des saisons et le renouvellement perpétuel. L’artiste qui a créé cette feuille est Claude A. Simard, un québécois.

## Magasins

### Alberta
- Calgary : The Core (2017)

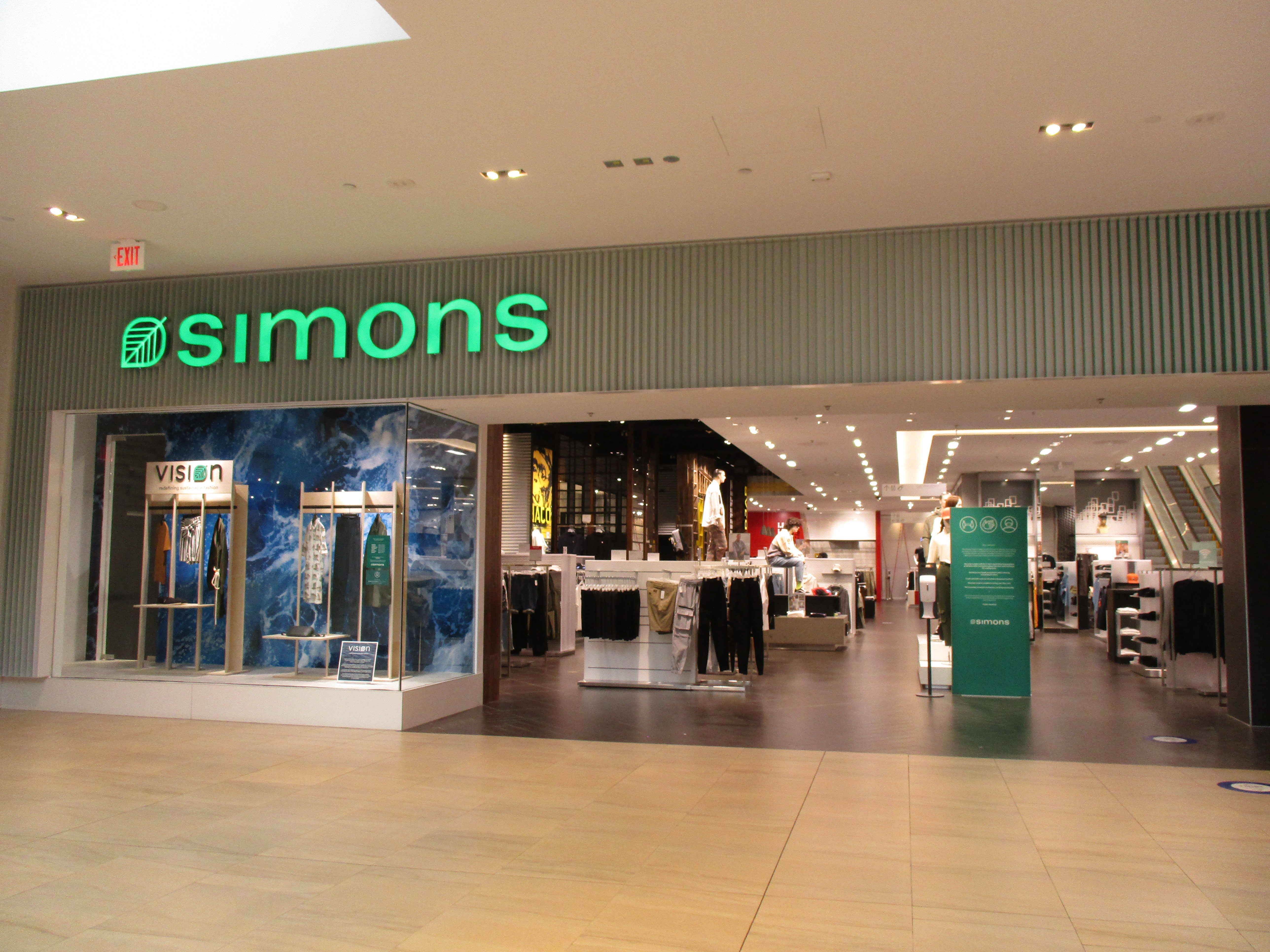
Magasin à Londonderry Mall (Edmonton).

- Edmonton : Londonderry Mall (2017)
- Edmonton : West Edmonton Mall (2012)

### Colombie-Britannique

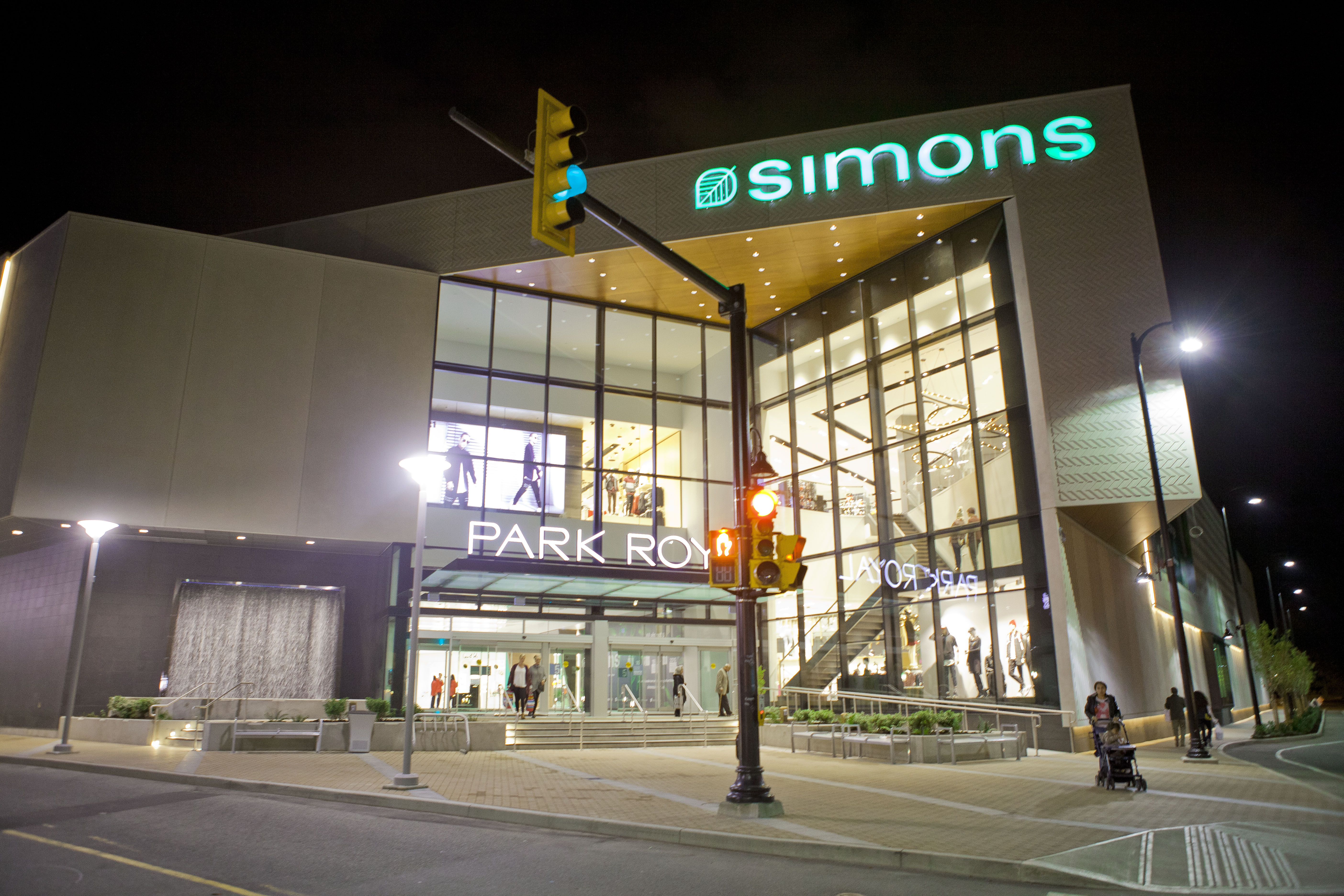
Magasin à Park Royal (West Vancouver).

- West Vancouver : Park Royal (2015)

### Nouvelle-Écosse
- Halifax : Halifax Shopping Centre (2024)

### Ontario
- Mississauga : Square One (2016)
- Ottawa : Centre Rideau (2016)

### Québec
- Québec : Vieux-Québec (1870)
- Québec : Galeries de la Capitale (1981, 2018[13])
- Québec : Place Sainte-Foy (1961)
- Laval : Carrefour Laval (2002)
- Montréal : Carrefour Industrielle Alliance (1999)
- Montréal : Galeries d'Anjou (2013)
- Montréal : Fairview Pointe-Claire (2022)
- Saint-Bruno-de-Montarville : Promenades Saint-Bruno (2001)
- Sherbrooke : Carrefour de l'Estrie (1999)
- Gatineau : Promenades Gatineau (2015)

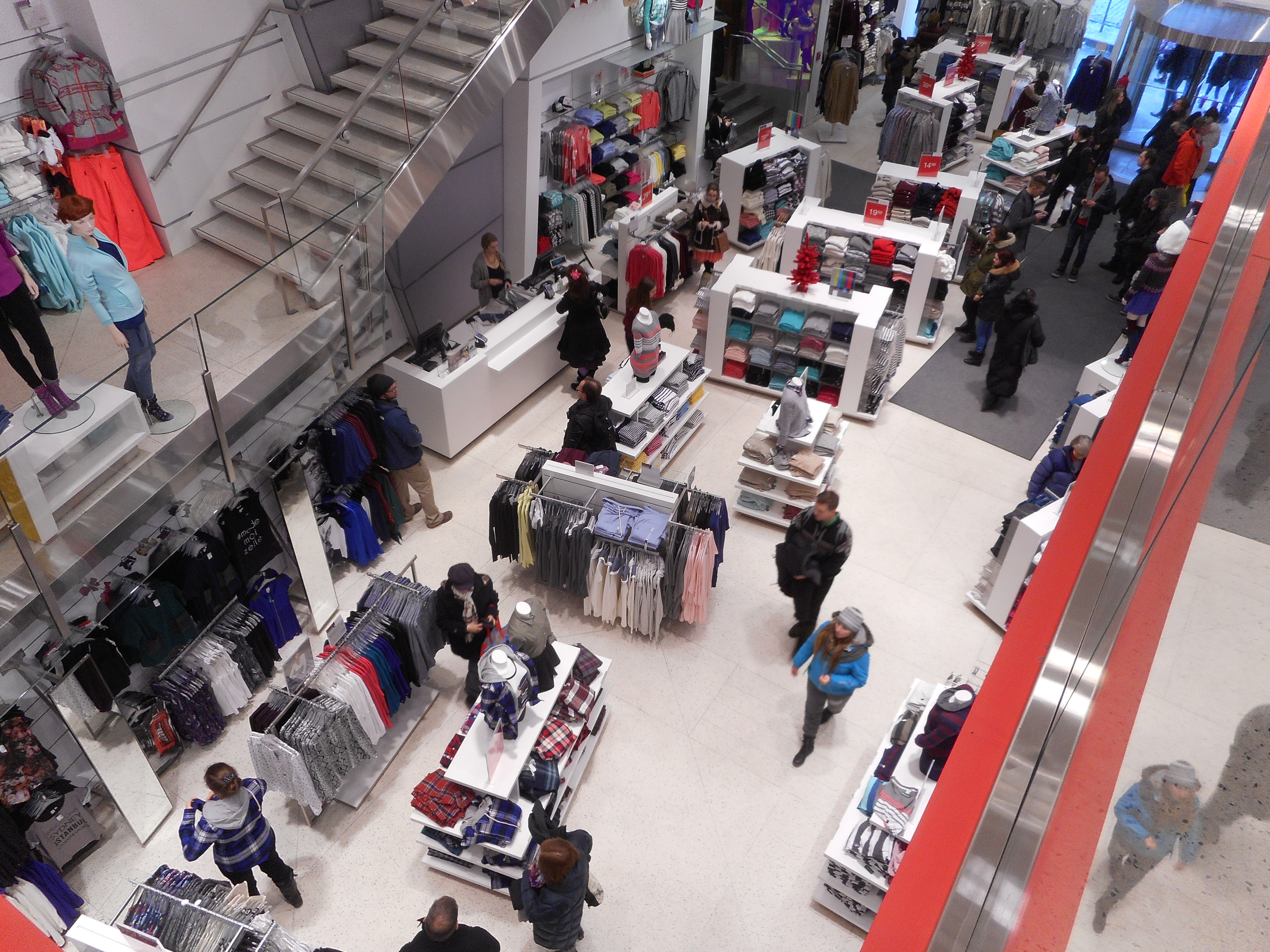
Intérieur du magasin du Vieux-Québec
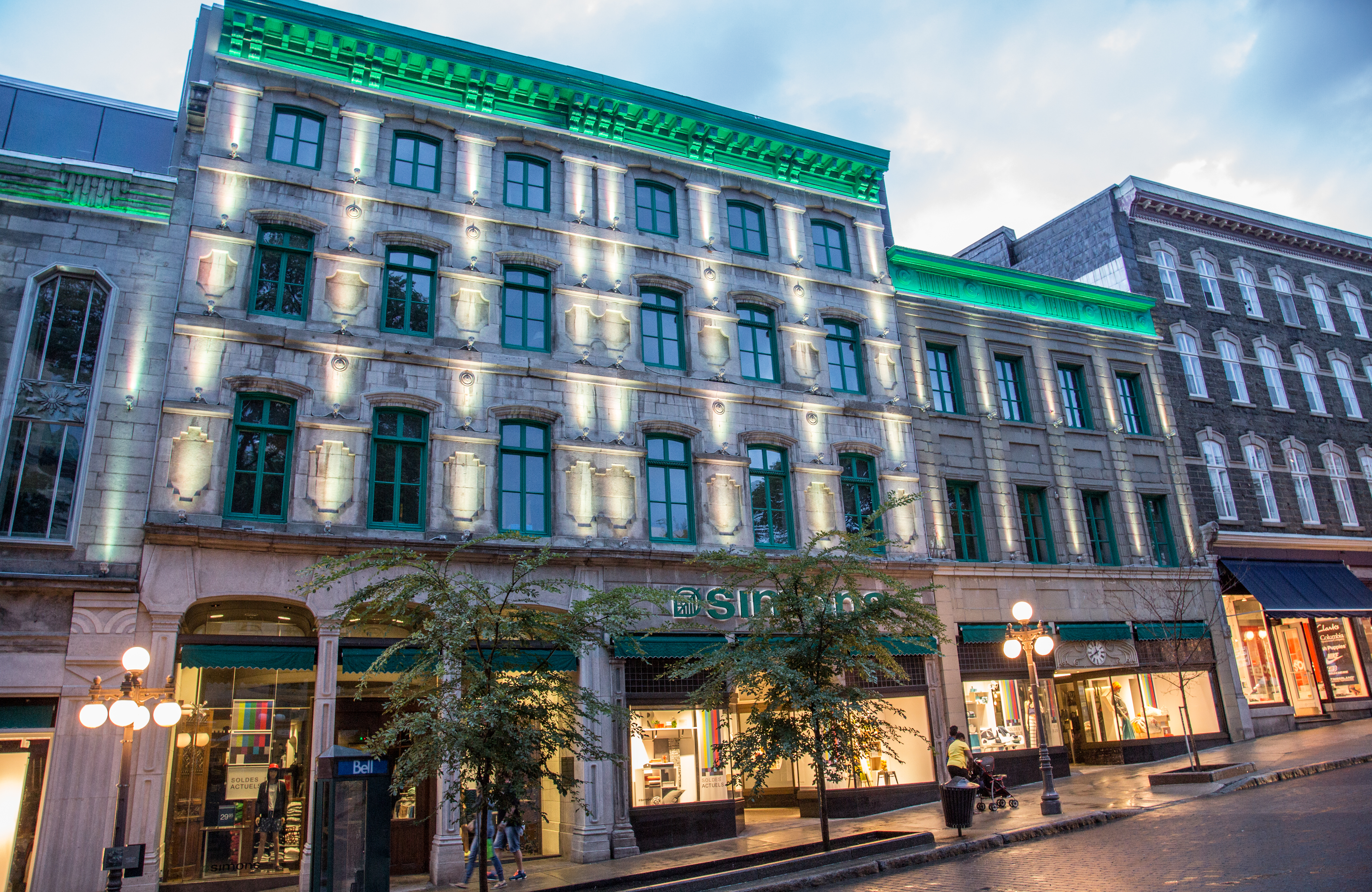
Magasin du Vieux-Québec
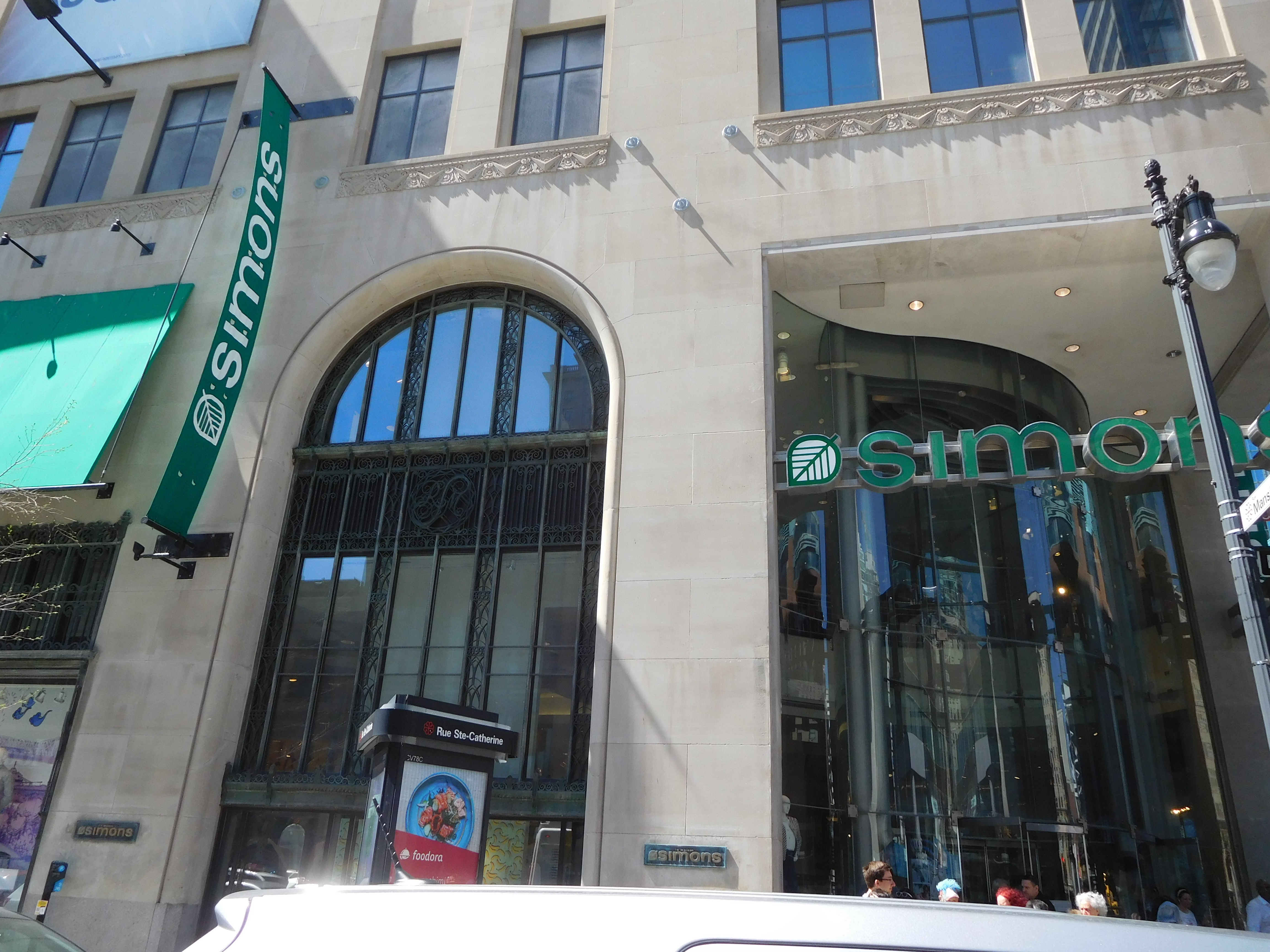
Magasin du centre-ville de Montréal

## Hommages
Une rue a été nommée en juillet 2018 dans la ville de Québec en l'honneur du fondateur de l'entreprise. La rue John-Simons est situé dans le quartier Des Châtels dans l'Arrondissement de la Haute Saint-Charles dans le secteur de l'Expace Innovation Chauveau où un centre de distribution de cette entreprise est présent
En 2005, la Maison Simons a reçu le Prix Arts et Affaires de la Chambre de commerce et d'industrie de Québec - Grandes Entreprises  pour le don de la Fontaine de Tourny et pour son soutien depuis plusieurs années à des organismes culturels, dont l’Opéra de Québec.